# 村岡美枝
村岡 美枝（むらおか みえ、1960年 - ）は、日本の英文学者、翻訳家。

## 略歴
村岡花子の義理の娘（実の姪）・みどりの娘として東京都に生まれる。1982年日本女子大学文学部英文学科卒業。1984年日本女子大学大学院文学研究科英文学専攻博士課程前期修了。アメリカ文学専攻。一男一女の母。

## 翻訳
- 『あらしのくれたおくりもの』（エリザベス・ウィンスロップ作、ウェンディ・ワトソン絵、福武書店） 1989年
- 『オーリーのぼうけん』（ロジャー・スミス、福武書店） 1991年
- 『アボンリーへの道 うわさの恋人』（L・M・モンゴメリ原作、H・コンキー文、金の星社） 1993年、のちフォア文庫
- 『アボンリーへの道 アビゲイルの求婚者』（モンゴメリ原作、A・クーパー文、金の星社） 1994年
- 『アボンリーへの道 氷上の熱戦』（モンゴメリ原作、L・ツビッカー文、金の星社） 1995年
- 『ウェールズのクリスマスの想いで』（ディラン・トマス文、エドワード・アーディゾーニ絵、松浦直己監修、瑞雲舎） 1997年
- 『アンの想い出の日々』（モンゴメリ、新潮文庫、赤毛のアンシリーズ11） 2012年

## 関連人物
- 村岡みどり - 母。翻訳家・歌人。
- 村岡恵理 - 妹。作家。共に「赤毛のアン記念館・村岡花子文庫」を主宰。『アンのゆりかご－村岡花子の生涯－』（マガジンハウス、2008年 ISBN 9784838718726、新潮文庫、2011年 ISBN 9784101357218）という村岡花子の伝記を著し、それが2014年度前期NHK連続テレビ小説『花子とアン』の原案となる。
- 村岡希美 - 再従姉妹。女優。前述の『花子とアン』に出演している。

## 参考
- 川村英文学会 Newsletter
- 村岡美枝｜新潮社